# The Glass Factory
The Glass Factory er et glasmuseum med tilhørende glasværk i landsbyen Boda glasbruk i Emmaboda kommune i Kalmar län i Småland i Sverige.

## Historie
I 2009 købte Emmaboda kommune glassamlinger og bruksarkiv fra Boda glasbruk, Åfors glasbruk og Kosta glasbruk af Orrefors Kosta Boda AB. Hensigten var at gøre glassamlingerne tilgængelige for offentligheden ved at opbygge et museum. Til det formål købtes alla brukslokaler i Boda glasbruk og 18. juni 2011 indviedes glasmuseet "The Glass Factory" i de renoverede bygninger. Socialdemokraternes partileder Håkan Juholt holdt indvielsestalen.
The Glass Factory har Sveriges mest omfattende kunstglassamling, der består af cirka 40 000 genstande fra forskellige glasbruk af omkring 50 kunstnere, der har arbejdet med glas fra 1700-tallet til i dag. Museets virksomhed inkluderer skiftende udstillinger, pædagogisk virksomhed for barn og unge samt en omfattende programvirksomhed med forelæsninger, happenings, glasshows, teaterforestillinger og workshops. Nogle af de kunstnere og formgivere, der er repræsenteret i museets samling er Edvin Ollers, Sven "X:et" Erixson, Vicke Lindstrand, Göran Wärff, Ann Wolff, Erik Höglund, Monica Backström, Signe Persson-Melin, Bertil Vallien, Ulrica Hydman-Vallien, Kjell Engman, Ludvig Löfgren og Åsa Jungnelius.
I tilslutning til udstillingerne findes en glashytta, hvor museets besøgende kan opleve glaspustningen. Derudover arrangeres events i hytten som glasshower, firmaevents og happenings. Samtidige nationale og internationale kunstnere og designere indbydes til at arbejde og eksperimentere med materialet. I projektet ”Boda AiR” vil The Glass Factory udvikle et pladsspecifikt nationalt og internationalt Artist in Residence-program for at fremme virksomheden indenfor kunstområdet i regionen, øge dets internationalisering og støtte udviklingen af Artist in Residence virksomheden i Sverige. Hyttan udlejes til enkelte udøvere, der allerede arbejder med glas, eller som vil prøve på at arbejde med glas.